# Jesus Christ Superstar
Jesus Christ Superstar je britanska rock opera/mjuzikl Andrewa Lloyda Webbera (glazba) i Tima Ricea (tekst) iz 1970. godine.

## Povijest mjuzikla
Djelo je prvo objavljeno kao konceptski album i izvedeno je i kao koncertna inačica u Katedrali sv. Pavla u Londonu 27. listopada 1970. Prvi put je izvedena u Mark Helliger Theatre na Broadwayu 12. listopada 1971., a prvi scenski nastup u Engleskoj 9. kolovoza 1972. Sljedeće godine snimljena je filmska inačica mjuzikla između ostalih s Tedom Neeleyem, a 2000. snimljena je TV inačica koja je nagrađenam Emmyem s Glennom Carterom, Jérômeom Pradonom i Renee Castleom.

## Radnja
Mjuzikl govori o Isusu Kristu iz gledišta Jude Iškariotskog. Priča započinje tijekom ulaska u Jeruzalem, a završava s Isusovim razapinjanjem. 
U hrvatskoj (jugoslavenskoj) inačici iz 1970-ih Isusovu ulogu tumačio je Zlatko Pejaković, a ranih 2000-ih u režiji Vlade Štefančića i kazališta "Komedija" izvedenoj u Koncertnoj dvorani Vatroslava Lisinskog istu su ulogu tumačili Giuliano Đanić, Ivan Mikulić i Đani Stipaničev. Potonji istu ulogu glumi od 2018. sve do danas u kazalištu "Komedija", no ovog puta u režiji Damira Lončara.

## Vanjske poveznice
- Original Album Cover Artwork by Ernie Cefalu
- Largest online community for Jesus Christ Superstar JesusChristSuperstarZone.com
- Ted Neeley's personal website  Arhivirana inačica izvorne stranice od 22. svibnja 2013. (Wayback Machine) Neeley On The Road.
- Cindi's Ted Neeley and Joseph Fuqua Page  Arhivirana inačica izvorne stranice od 27. ožujka 2012. (Wayback Machine)
- SuKaDe's Ted Neeley website. Teddie Neeley Three - TNT  Arhivirana inačica izvorne stranice od 18. prosinca 2014. (Wayback Machine)
- The Official Andrew Lloyd Webber Site
- JCS at www.timrice.co.uk
- Suffolk Times article  Arhivirana inačica izvorne stranice od 10. ožujka 2007. (Wayback Machine) on the original Southold High School production.
- Farewell Tour Website  Arhivirana inačica izvorne stranice od 29. listopada 2020. (Wayback Machine) The Official Site of Ted Neeley's Farewell Tour.
- Song Lyrics Lyrics from the musical

1. ↑  Jesus Christ Superstar. Kazalište Komedija. Pristupljeno 27. prosinca 2024.
2. ↑  JESUS CHRIST SUPERSTAR. Kazalište Komedija. Pristupljeno 27. prosinca 2024.